# Jaroslava Šimůnková
Jaroslava Šimůnková (* 29. prosince[zdroj?] 1938) byla česká a československá politička Komunistické strany Československa a poslankyně Sněmovny lidu Federálního shromáždění za normalizace.

## Biografie
K roku 1981 se profesně uvádí jako skladová dělnice. Ve volbách roku 1981 zasedla do Sněmovny lidu (volební obvod č. 6 - Praha 4 a Praha 5-jih, hlavní město Praha). Mandát obhájila ve volbách roku 1986 (obvod Praha 4 a Praha 5). Ve Federálním shromáždění setrvala do prosince 1989, kdy rezignovala na svůj post v rámci procesu kooptací do Federálního shromáždění po sametové revoluci.